# Louis Stettner
Louis Stettner (New York, 7 novembre 1922 – Parigi, 13 ottobre 2016) è stato un fotografo statunitense, del XX secolo il cui lavoro comprendeva paesaggi, ritratti e immagini architettoniche di New York e di Parigi. Il suo lavoro è stato molto apprezzato per la sua umanità e per catturare la vita e la realtà delle persone e delle strade. A partire dal 1947, Stettner fotografò i cambiamenti nelle persone, nella cultura e nell'architettura di entrambe le città. Ha continuato a fotografare New York e Parigi fino alla morte. Le opere di Louis Stettner sono gestite postume dalla proprietà di Louis Stettner.

## Primi anni di vita
Stettner nacque a Brooklyn, New York, primo di quattro figli; il padre era un ebanista e Louis imparò il mestiere da giovane, usando i soldi che guadagnava per sostenere il suo crescente amore per la fotografia. La sua storia d'amore con la fotografia iniziò da bambino, quando ebbe in regalo una macchina fotografica. La sua famiglia visitò Manhattan e visitò musei, incluso il Metropolitan Museum of Art, dove iniziò il suo amore per l'arte.
A 18 anni, nel 1940, Stettner si arruolò nell'esercito degli Stati Uniti e divenne un fotografo di guerra in Europa per il Signal Corps. Dopo un breve periodo fu inviato in Nuova Guinea, nelle Filippine e in Giappone. Tornato dalla guerra, si unì alla Photo League di New York. Stettner visitò Parigi nel 1946 e nel 1947 vi si trasferì. Dal 1947 al 1949 studiò presso l'Institut des Hautes Études Cinématographiques di Parigi e conseguì un Bachelor of Arts in Photography & Cinema. Fece la spola tra New York e Parigi per quasi due decenni e infine si stabilì definitivamente a Saint-Ouen, vicino a Parigi, nel 1990. Stettner tornava spesso a New York.

## Carriera
Il lavoro professionale di Stettner a Parigi, iniziò con l'acquisizione della vita nella ripresa postbellica. Ha catturato la vita quotidiana dei suoi soggetti. Nella tradizione della Photo League, voleva investigare i legami che collegano le persone l'un l'altro. Nel 1947 gli fu chiesto dalla stessa Photo League di organizzare una mostra di fotografi francesi a New York. Raccolse le opere di alcuni dei più grandi fotografi dell'epoca, tra cui Robert Doisneau, Brassaï, Édouard Boubat, Izis e Willy Ronis. Lo spettacolo fu un grande successo e fu ampiamente rivisto nel numero annuale della camera degli Stati Uniti. Stettner aveva iniziato una serie di incontri regolari con Brassaï, che era un grande mentore e aveva un'influenza significativa sul suo lavoro. Nel 1949, Stettner fece la sua prima mostra al "Salon des Indépendants" presso la Bibliothèque Nationale di Parigi.
Nel 1951 il suo lavoro fu incluso nella famosa mostra di Fotografie in Subjektive in Germania. Nel corso degli anni cinquanta si occupò di free-lance per Time, Life, Fortune e Du (Germania). Mentre era a Parigi, si era riconnesso con Paul Strand, che aveva lasciato New York a causa dell'intolleranza politica dell'era di McCarthy - Strand era stato il fondatore della Photo League che sarebbe stata inserita nella lista nera e poi vietata in quegli anni.
Negli anni settanta Stettner trascorse più tempo a New York, dove insegnò al Brooklyn College, al Queens College e alla Cooper Union.
Nel suo lavoro, Stettner si è concentrato sulla documentazione della vita della classe lavoratrice sia a Parigi che a New York. Sentiva che le città appartengono alle persone che vivono lì, non ai turisti o ai visitatori. La sua educazione lo spinse a prendersi molta cura nel catturare la semplice dignità umana della classe operaia. Catturò anche immagini architettoniche degne di nota di entrambe le città, inclusi ponti, edifici e monumenti.
I soggetti e le serie includevano:
- New York 1946 per presentare
- The Penn Station Series[4]
- The Subways Series
- Wall Street Series
- Brooklyn Bridge
- The Seine Series
- The Bowery
- The Workers Series
- Elyly Paris

Stettner produsse immagini molto famose, tra cui: Aubervilliers, Brooklyn Promenade, Twin Towers con Sea Gull, Penn Station e la Statua della Libertà, Battery Park.
Ricevette numerosi riconoscimenti e nel 1950 fu nominato miglior fotografo di Life. Nel 1975 vinse il primo premio al Pravda World Contest.

## Musei contenenti opere di Stettner
- Addison Gallery of American Art, Phillips Academy, Andover
- Art Institute of Chicago, Chicago[5]
- Bibliothèque historique de la ville de Paris[5]
- Biblioteca nazionale di Francia, Parigi[5]
- Brooklyn Museum of Art, Brooklyn[5]
- Cleveland Museum of Art, Cleveland[5]
- International Center of Photography, New York[5]
- Museo Ebraico di Berlino Berlino
- Los Angeles County Museum of Art - LACMA, Los Angeles
- Maison Européenne de la Photographie, Parigi[5]
- Merrill Lynch Art Collection, New York
- Metropolitan Museum of Art, New York[5]
- Microsoft Art Collection, Seattle
- Montana Museum of Art and Culture, Missoula
- Carnavalet Museum, Parigi
- Museum of Fine Arts, Boston[5]
- Musée de l'Élysée, Losanna[5]
- Musée de l'Elysee, Parigi[5]
- Museum of Modern Art, New York[5]
- Museum of the City of New York
- New Britain Museum of American Art New Britain, Connecticut
- New York Public Library, New York
- San Francisco Museum of Art, San Francisco
- San Francisco Museum of Modern Art, San Francisco[5]
- Smithsonian Institution, Washington[5]
- Victoria and Albert Museum, Londra[5]
- Whitney Museum of Art, New York[5]

## Mostre
- 2001 What's New: Recent Acquisitions in Photography. Whitney Museum of American Art, New York
- 2002 Star Spangled Spirit. Bonni Benrubi Gallery, New York
- 2003 City Streets. Samuel P. Harn Museum of Art, Gainesville, Florida
- 2003 Photographies récentes par Louis Stettner. Galerie Marion Meyer, Parigi
- 2006 Full House: Views from the Whitney's Collection at 75. Whitney Museum of American Art, New York
- 2006 Bonni Benrubi Gallery, New York
- 2006 Louis Stettner: Photographien. Camera Work, Berlino
- 2006 Louis Stettner: Streetwise. Bonni Benrubi Gallery, New York
- 2006 Fotografía Contemporánea. Museo Nacional de Bellas Artes, Santiago